# 官桥镇 (化州市)
官桥镇，是中华人民共和国广东省茂名市化州市下辖的一个乡镇级行政单位。

## 行政区划
官桥镇下辖以下地区：
官桥社区、官桥村、三角车村、旺竹山村、丰村、大岭脚村、六堆村、上村、六角涌村、水口村和名教村。